# Shanakdakheto
Shanakdakheto († zwischen 170 v. Chr. und 125 v. Chr.) war eine nubische Königin des kuschitischen Reiches im Norden des heutigen Sudan, die um 170 bis 150 v. Chr. regierte.

## Belege
Sie ist mit ihrem Namen auf zwei Türpfosten des vermutlich von ihr erbauten Tempels 500 in Naqa belegt. Ihr kann unter den Pyramiden von Meroe die Pyramide Beg N11 zugeordnet werden, da dort ein Prinz erscheint, der auch in Naqa im Kontext der Königin genannt wird. Shanakdakhetos Lebenszeit kann aufgrund der Position ihrer Pyramide auf das Ende des 2. Jahrhunderts v. Chr. datiert werden. Sie ist die erste nubische Königin, von der Denkmäler erhalten sind.
Ihr Name auf den Türpfosten in Naqa ist in meroitischer Schrift verfasst, während der Rest der Inschrift noch in ägyptischen Hieroglyphen ausgeführt ist. Dies ist der älteste sichere Beleg für die meroitische Schrift.
Eine Statue aus Meroe (heute in Kairo) zeigt ihre Krönung. Die Zuordnung der Statue ist nicht gesichert.
Die National Geographic Society platzierte Shanakdakheto unter die 50 wichtigsten politischen Führer aller Zeiten.

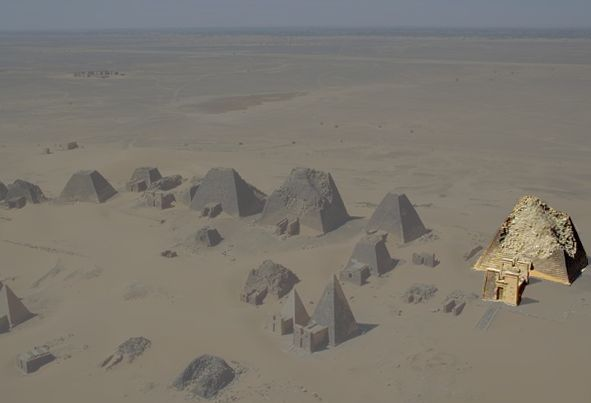
Pyramiden von Meroe mit Hervorhebung von Pyramide N11
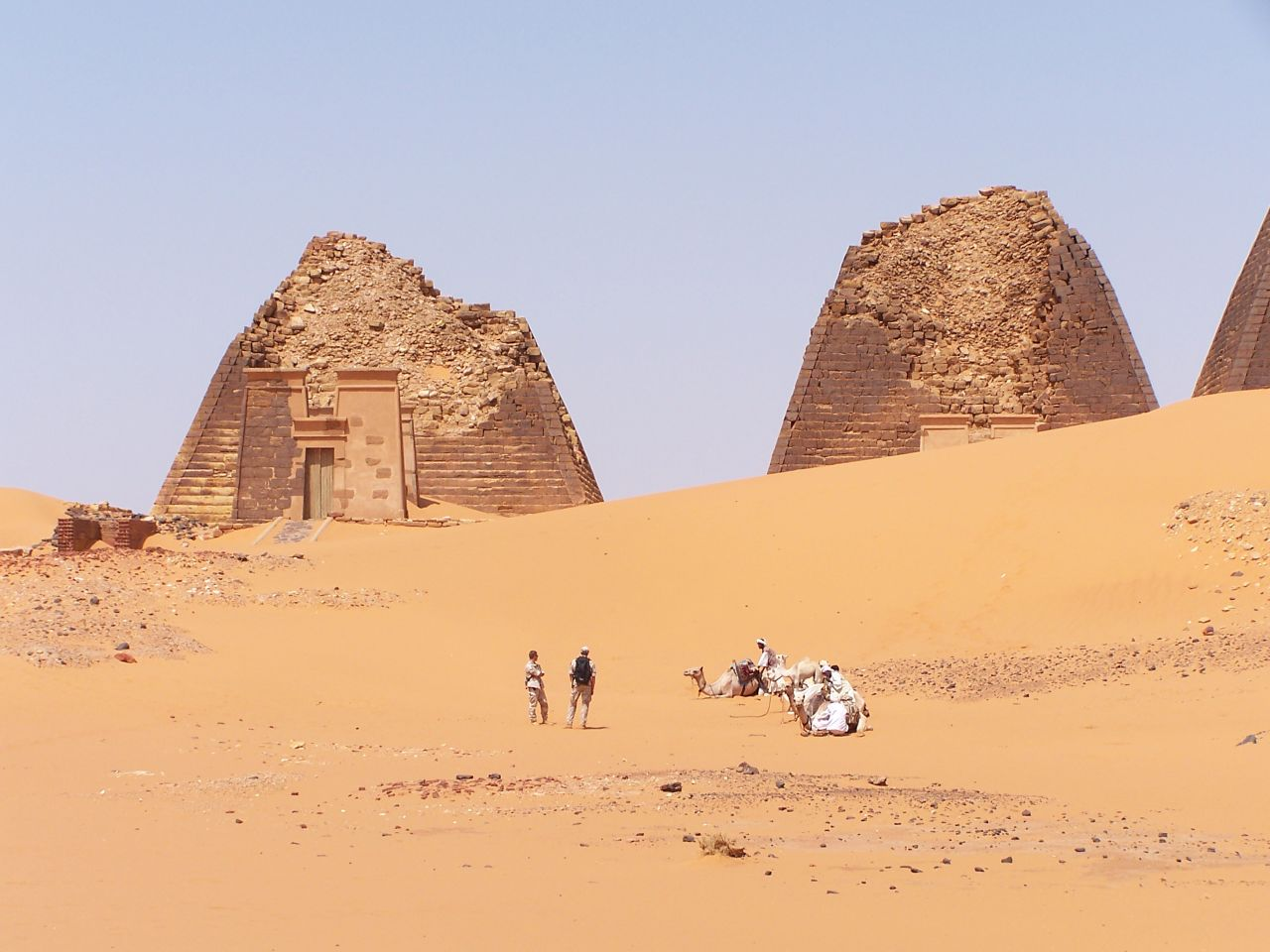
Pyramide N11 links
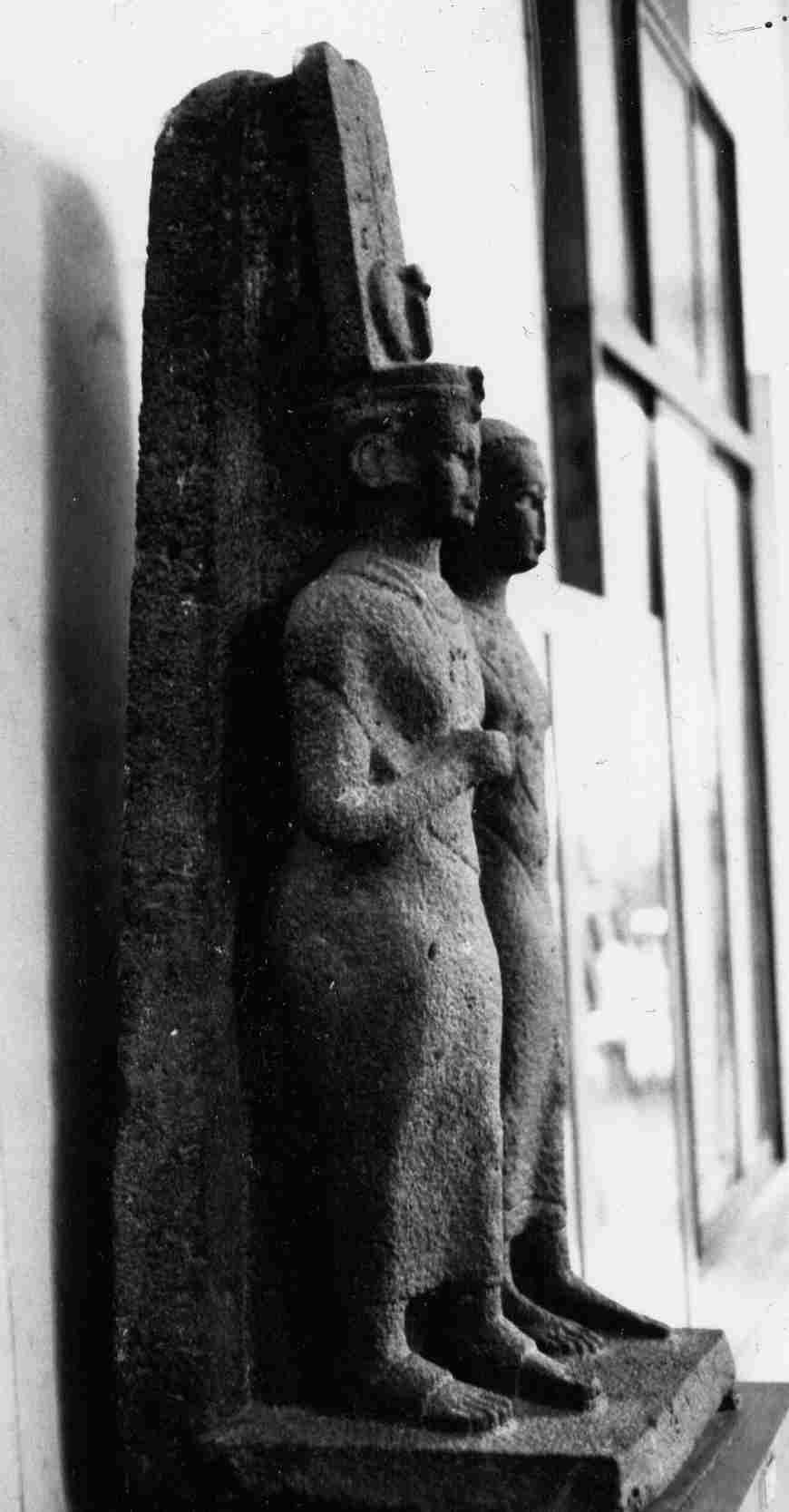
Statue einer nubischen Königin; wohl Shanakdakheto bei der Krönung darstellend